# Les Ventes-de-Bourse
Les Ventes-de-Bourse é uma comuna francesa na região administrativa da Normandia, no departamento Orne. Estende-se por uma área de 22,33 km². Em 2010 a comuna tinha 151 habitantes (densidade: 6,8 hab./km²).